# Henry E. Burnham
Henry E. Burnham (Dunbarton, 1844. november 8. – Manchester, 1917. február 8.) az Amerikai Egyesült Államok szenátora (New Hampshire, 1901–1913).